# Varronia pedunculosa
Varronia pedunculosa är en strävbladig växtart som först beskrevs av August Heinrich Rudolf Grisebach, och fick sitt nu gällande namn av A. Borhidi. Varronia pedunculosa ingår i släktet Varronia och familjen strävbladiga växter. Inga underarter finns listade i Catalogue of Life.